# Осіни (Куявсько-Поморське воєводство)
Осіни (пол. Osiny) — село в Польщі, у гміні Нове Свецького повіту Куявсько-Поморського воєводства.
Населення — 36 осіб (2011).
У 1975-1998 роках село належало до Бидгощського воєводства.

## Демографія
Демографічна структура станом на 31 березня 2011 року:
|          | Загалом | Допрацездатний вік | Працездатний вік | Постпрацездатний вік |
| -------- | ------- | ------------------ | ---------------- | -------------------- |
| Чоловіки | 18      | 1                  | 13               | 4                    |
| Жінки    | 18      | 5                  | 9                | 4                    |
| Разом    | 36      | 6                  | 22               | 8                    |